# George Coetzee
George William Coetzee (Pretoria, 18 juli 1986) is een professioneel golfer uit Zuid-Afrika.

## Amateur
George begon op 10-jarige leeftijd golf te spelen en won het eerste jeugdtoernooi met een score van 49 over 9 holes. Dat heeft hem kennelijk aangemoedigd.
George Coetze heeft een trimester aan de Universiteit van San Diego gestudeerd. Hij heeft tweemaal meegedaan aan het Jeugd Wereldkampioenschap in San Diego, en eindigde op de 4de en 9de plaats.

## Professional
Coetzee werd in 2007 professional en begon op de Sunshine Tour te spelen. In zijn debuutjaar behaalde hij meteen zijn eerste overwinning als professional dankzij winst op de tweede manche van de Vodacom Origins of Golf Tour. Sinds 2010 speelt hij ook op de Europese PGA Tour. In 2014 behaalde hij zijn eerste winst op de Europese Tour dankzij winst op de Joburg Open. Coetzee was de beste in de Order or Merit van de Sunshine Tour in de seizoenen 2015 en 2017/18.
In 2020 behaalde hij zijn eerste overwinning op de Europese tour op het Europese vasteland dankzij winst op de Portugal Masters.

### Overwinningen
| Jaar | Toernooi                                   | Tour                                                    |
| ---- | ------------------------------------------ | ------------------------------------------------------- |
| 2007 | Vodacom Origins of Golf Tour in Selborne   | Sunshine Tour                                           |
| 2008 | Vodacom Origins of Golf Tour in Humewood   | Sunshine Tour                                           |
| 2008 | South African Pro-Am Invitational in Paarl | Sunshine Tour                                           |
| 2011 | Telkom PGA Championship                    | Sunshine Tour                                           |
| 2014 | Joburg Open                                | Sunshine Tour en Europese PGA Tour                      |
| 2015 | Tshwane Open                               | Sunshine Tour en Europese PGA Tour                      |
| 2015 | AfrAsia Bank Mauritius Open                | Aziatische PGA Tour, Sunshine Tour en Europese PGA Tour |
| 2016 | Dimension Data Pro-Am                      | Sunshine Tour                                           |
| 2018 | Tshwane Open                               | Sunshine Tour en Europese PGA Tour                      |
| 2019 | Vodacom Origins of Golf, Finale in Knysna  | Sunshine Tour                                           |
| 2020 | Titleist Championship                      | Sunshine Tour                                           |
| 2020 | Portugal Masters                           | Europese PGA Tour                                       |

## Resultaten op deMajors
| Major                 | 2011 | 2012 | 2013 | 2014 | 2015 | 2016 | 2017 | 2018 | 2019 | 2020 |
| --------------------- | ---- | ---- | ---- | ---- | ---- | ---- | ---- | ---- | ---- | ---- |
| Masters Tournament    |      |      | CUT  |      |      |      |      |      |      |      |
| U.S. Open             |      | CUT  | T56  |      | T70  |      | CUT  |      |      |      |
| The Open Championship | T15  | CUT  | T71  | T18  | CUT  | CUT  |      | CUT  |      |      |
| PGA Championship      |      | CUT  | CUT  | CUT  | T7   | T60  |      |      |      |      |

CUT = miste de cut halverwege